# Гонабад
Гонабад (перс. گناباد‎, романизированное написание Gonābād) — город в северо-восточной части Ирана, в остане Хорасан-Резави. Административный центр шахрестана Гонабад. Население города на 2006 год составляло 34 563 человека, 9789 семей.
Город известен благодаря гонабадским дервишам и подземной гидротехнической системой Кяриз, известной также как канат (перс. قنات‎). Кладбище дервишского суфийского ордена Нематоллахи Гонабади находится в городском пригороде Бидохт (перс. بيدخت‎).
Город является одним из наиболее крупным производителем шафрана в Иране. Развито сельское хозяйство, выращивается виноград, фисташки и гранат.

## История

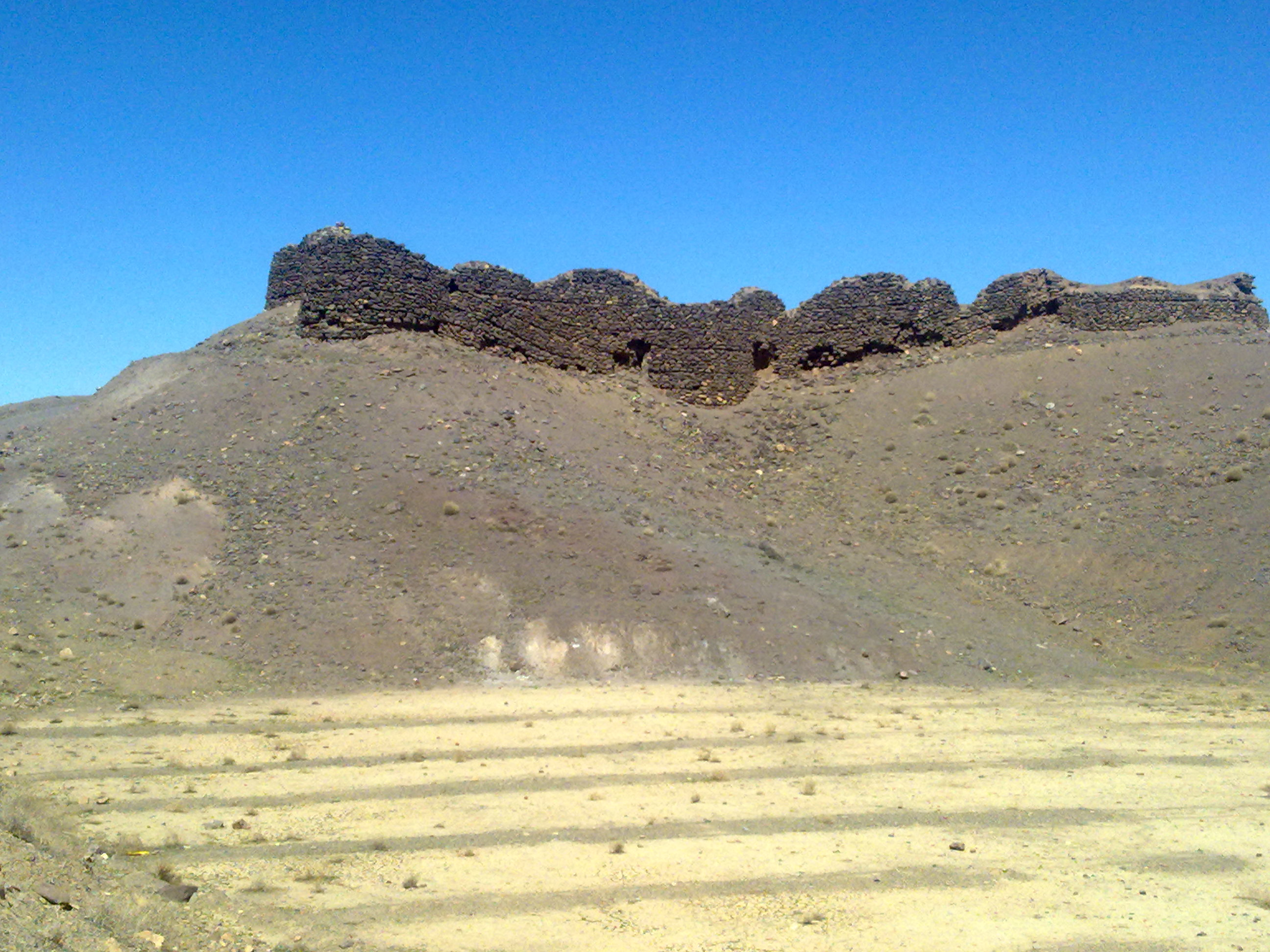
Руины Зибада

Знаменитая битва «12 героев» между Ираном и Тураном, описанная в поэме Шахнаме персидским поэтом Фирдоуси происходила в окрестностях древнего города Зибад (сейчас — деревня на юго-западе от Гонабада).

## Кяриз
Один из самых длинных и древних в мире кяризов находится в Гонабаде. Они были построены между 700 и 500 годами до нашей эры. В городе были обнаружены керамические фрагменты, стены, а также хемогенные отложения, что позволило ЮНЕСКО удостовериться в подлинности и целостности кяриза и включить их в свой список всемирного наследия в 2007 году. Важно отметить, что спустя около 2700 лет после своего создания кяриз до сих пор обеспечивает питьём и водой для сельского хозяйства почти 40 тысяч человек..
Длина гонабадских кяризов составляет 33 113 метров, они содержат 427 углублений для воды. Сооружения построены с использованием знаний законов таких наук как физика, геология и гидравлика, сделав возможным для жителей окрестных населённых пунктов проживать в условиях недостатка воды и редких дождей.
Помимо иранских кяризов, в этот список включены схожие гидротехнические системы Уруна, Муна, Чанака и Ширина.

Zibad Gonabad